# デマリオ・デービス
デマリオ・デービス（DeMario Davis 1989年1月11日- ）はミシシッピ州コリンズ出身のアメリカンフットボール選手。ポジションはラインバッカー。

## 経歴
高校時代は、アメリカンフットボールの他にバスケットボール、走高跳の選手でもあった。
アーカンソー州立大学に進学、2007年はレッドシャツで過ごした。2008年は11試合に出場し、17タックルをあげた。2009年は全12試合にアウトサイドラインバッカーとして先発出場し、80タックルをあげた。アイオワ大学戦では75ヤードのインターセプトリターンタッチダウンをあげた。2010年は63タックル、1サック、2インターセプト、2ファンブルフォース、1ファンブルリカバーの成績を残し、サンベルト・カンファレンスのファーストチームに選ばれた。大学では2011年までの4シーズンで230タックル、7サックをあげた。
ドラフト前のコンバインでは、40ヤード走りで4秒61、垂直跳びで38.5インチ、立ち幅跳びで124インチ、60ヤードシャトルで11秒65を記録した。
2012年のNFLドラフト3巡でニューヨーク・ジェッツに指名され、5月31日に4年290万ドルの契約を結んだ。プレシーズンは、バート・スコットとポジション争いを行った。1年目の2012年は、全16試合に出場し、36タックルをあげた。

## 人物
元NFL選手、スティーブ・マクネアの従兄弟である。